# ДОТ № 127 (КиУР)
ДОТ № 127 — долговременная огневая точка, расположенная в селе Ходосовка и входившая в первую линию обороны Киевского укрепрайона.

## Описание
Пулемётный ДОТ № 127 — одно из фортификационных сооружений на южном участке КиУР. Это двухэтажное железобетонное сооружение с несколькими внутренними помещениями, принадлежит к типу «Б». То есть ДОТ мог выдержать 1 попадание 203-мм гаубичного снаряда и имел противохимическое убежище. Огневая точка 3 амбразуры для станковых пулемётов, а также 2 амбразуры для ручных пулемётов для защиты входа. ДОТ блокировал единственную дорогу из Ходосовки в Лесники, идущую в те времена по дамбе среди болот.

## Служба
Фортификационное сооружение приняло участие в Отечественной войне и организационно входило в 8-й батальонный район обороны (БРО) КиУР, прикрывающего район села Кременище. Гарнизон состоял из военнослужащих 28-го отдельного пулемётного батальона КиУР. Во время первого генерального штурма КиУР, который начали войска 29-го армейского корпуса вермахта 4 августа 1941 года, ДОТ № 127 более суток оказывал сопротивление и не давал пройти ударным группам 95-й пехотной дивизии через ходосовское болото. Около полудня 5 августа противник всё-таки смог уничтожить эту огневую точку.

## Современность
ДОТ № 127 полуразрушен и находится посреди озера, созданного в послевоенное время. Рассказ «Пятеро в ДОТе», написанном Блажеем А. К. и опубликованном в журнале «Радуга» № 2 за 1969 год, посвящён гарнизону ДОТа № 127.

## Примітки
1. ↑  А. В. Кайнаран, А. Л. Крещанов, А. Г. Кузяк, М. В. Ющенко Киевский укрепленный район 1928—1941. — ПП Издательство «Волынь», 2011. — 356 с. (Серия «История фортификации») ISBN 978-966-690-136-4
2. ↑  А. В. Кайнаран, Д. C. Муравов, М. В. Ющенко Киевский укрепленный район. 1941 год. Хроника обороны. — ПП Издательство «Волынь», 2017. — 456 с. (Серия «История фортификации») ISBN 978-966-690-210-1